# Nella Nobili
Nella Nobili (Bolonia, 6 de enero de 1926 - Cachan, 18 de febrero de 1985) es una poeta y escritora italiana.Es considerada una representante de la literatura proletaria. Escribió textos en francés e italiano, que versaban sobre el trabajo en las fábricas y el amor a las mujeres.

## Biografía
Nella Nobili fue hija de padre albañil y de madre costurera. De origen modesto, dejó la escuela a los doce años para trabajar - en plena era fascista- en una fábrica, primero en un taller de cerámica y luego, a los catorce años, como sopladora de vidrio. De forma autodidacta comenzó a desarrollar un vínculo con la escritura y la poesía. Durante los descansos, después del trabajo, escribía sus primeros textos y leía con avidez todo lo que encontraba: la poesía italiana, pero también la de Rilke - y a una poeta al que ama mucho- Emily Dickinson.
Su padre emigró a Argelia y, para ayudar a su madre, Nella Nobili "Comenzó a trabajar a los 12 años, repartiendo leche y haciendo otros trabajos ocasionales." En 1940, se convirtió en sopladora de vidrio en una fábrica que fabricaba ampollas farmacéuticas (escribió sobre su experiencia, 30 años después, en Le Jeune fille à l'usine, 1978 ). En 1943, la fábrica cerró y ella se convirtió en asistente de sala de un hospital. Regresó a su trabajo en la fábrica en 1945.
Después de la Segunda Guerra Mundial, en 1949, se trasladó a Roma. Allí frecuentó grupos, artistas y escritores antifascistas como Renata Vigano, Enrico Berlinguer y Sibilla Aleramo . Fueron sus primeros lectores y, gracias a la originalidad de su voz poética, empezó a ser reconocida y apoyada, en particular por Giorgio Morandi, Elsa Morante y Michel Ragon. Giorgio Morandi, en 1948, “ Le presentó al director romano del periódico Il Giornale di Roma, quien publicó un artículo elogioso sobre su poesía bajo el fatídico título “ Poetessa operaia ” (“ Poeta obrera ”). Gracias a este encuentro publicó su primer poemario, Poesie, publicado por Tosi & Danzi en 1949.
Sus primeros poemas no evocan su experiencia en la fábrica y lamenta haberse quedado encerrada en esta imagen, como escribe en su diario: “ Esta camisa de fuerza que se me aplica de una vez por todas : “poeta obrera proletaria”. Camisa más sucia de todas. Etiqueta falsa. Publicidad embustera. No había nada, en ninguna parte de esta colección de 1949, que mereciera esta mancha original. Paciencia. Paciencia.» Desencantada por su experiencia romana, partió hacia Francia.
Nobili llegó a París en 1953, donde permaneció hasta el final de su vida, y comenzó a escribir en francés en la década de 1960, que compaginó con su negocio de elaboración de gemelos. Diecinueve años más tarde, publicó colecciones de poemas y obras, en particular Mujeres y amor homosexual, con su pareja, Edith Zha, en 1979. Esta obra reúne testimonios, reflexiones y documentación sobre el amor homosexual femenino.También publicó en revistas como Sorcières y mantuvo correspondencia con figuras como Giorgio Morandi, Michel Ragon, Bernard Noël, Claire Etcherelli y Henry Thomas. En 1975, Simone de Beauvoir, una de sus detractoras, juzgó su escritura torpe, inexperta, improvisada y este juicio fue muy doloroso para la poetisa.
Se suicidó a la edad de 59 ans, en 1985,en Cachan.
Sus obras están traducidas en parte por Marie-José Tramuta, profesora de la Universidad de Caen. Sus archivos son conservados por el Imec (Institut Mémoires de l'édition Contemporaine).

## Obras
- Los cuadrados de la fábrica, 1948.
- Poesía, Tosi y Danzi, 1949.
- La joven en la fábrica, Éditions Caractères, París, 1978[7]
- El sueño de la razón engendra monstruos, 1970.
- Las mujeres y el amor homosexual, con Edith Zha, Hachette, coll. Las obras y los días, 1979[9]
- Historia de amor, 1980 ; Junco. Marie-José Tramuta (ed.), París, Cambourakis, 2023
- Douze poèmes de deuil. Inédits manuscrits. N. Stern. 1980.
- “ Los inmaternos », en la revista Sorcières : las mujeres viven, 1981, 45-47[10]